# 湯檜曽駅
湯檜曽駅（ゆびそえき）は、群馬県利根郡みなかみ町湯檜曽にある、東日本旅客鉄道（JR東日本）上越線の駅である。
本項目では、現駅の所在地付近にかつて存在した大穴仮乗降場（おおあなかりじょうこうじょう）、新湯檜曽信号場（しんゆびそしんごうじょう）、旧駅跡地に設置されていた北湯檜曽信号場（きたゆびそしんごうじょう）についても述べる。

## 歴史
- 1931年（昭和6年）9月1日：上越線水上 - 越後湯沢間開通と共に開業[1]。
  - 当時の駅は施設キロで大宮起点140.73 km地点[2][注 1]、第2湯檜曽トンネルと第3湯檜曽トンネルの間（現在の上り線ループの入口手前）にあった。
  - もともと閉塞駅としての意味合いが強かったことと、現駅付近の勾配の関係からこの場所となったとされている[1]。
- 1949年（昭和24年）12月20日：現駅付近に大穴仮乗降場を新設[1]。冬季スキー客向けに12月20日 - 3月10日の運営。
- 1960年（昭和35年）3月末：ホームをかさ上げ[3]。
- 1963年（昭和38年）
  - 3月10日：上越線複線化工事に伴う当駅の移転のため、大穴仮乗降場を廃止[1]。
  - 12月5日：現駅舎付近に新湯檜曽信号場を新設[1]。水上駅 - 新湯檜曾信号場間を複線化[4]。
- 1967年（昭和42年）
  - 7月：駅舎が竣工。
  - 9月28日：新清水トンネルの開通により、次のように変更[1][5]。
    - 新湯檜曽信号場 - 土樽駅間を複線化。
    - 新湯檜曽信号場を廃止し、当地に湯檜曽駅を移転。

  - 10月1日：旧湯檜曽駅に北湯檜曽信号場を新設[1]。

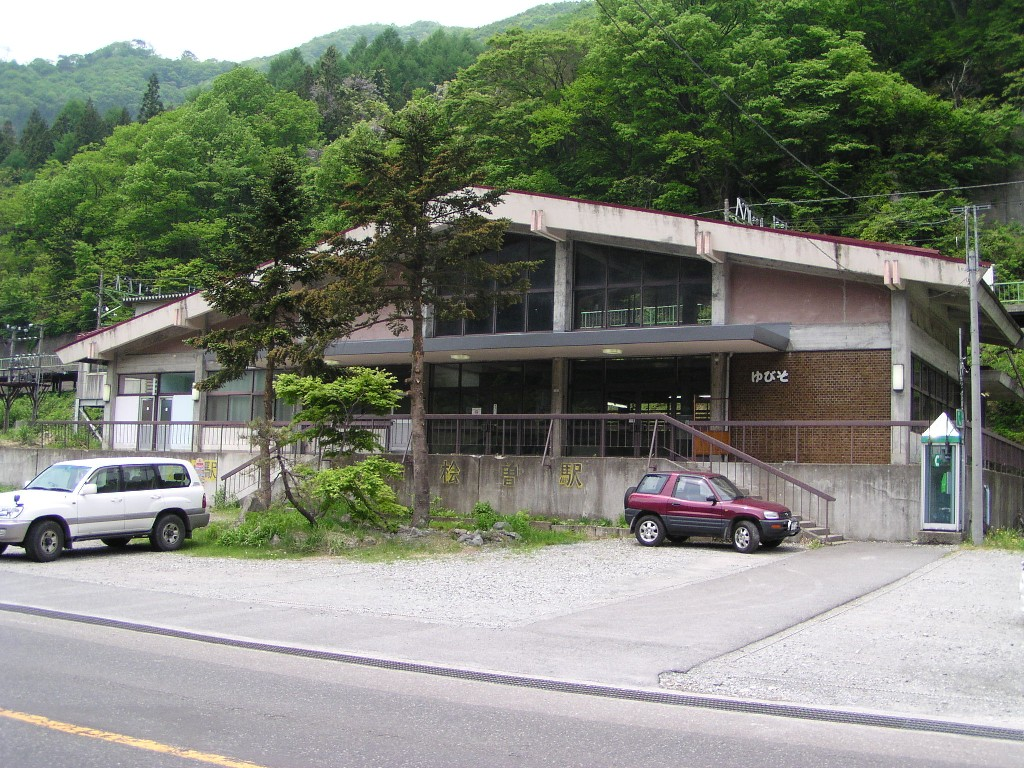
1970年（昭和45年）12月15日：荷物の扱いを廃止[6]。書類上、無人化[7]。
- 1984年（昭和59年）11月8日：北湯檜曽信号場を廃止[1]。
- 1985年（昭和60年）3月14日：無人化。その後、特別改札で駅業務を継続。
- 1987年（昭和62年）4月1日：国鉄分割民営化に伴い、JR東日本の駅となる[8]。
- 1998年（平成10年）8月29日：集中豪雨による土砂崩れで上り線構内が被災。復旧作業のため約1か月に渡り、水上 - 土樽間で下り線を使用した単線運行を実施。
- 2003年（平成15年）12月1日：管理駅である水上駅からの駅員派遣を廃止し、完全無人化。
- 2009年（平成21年）10月：旧駅舎が解体。
- 2010年（平成22年）1月：新駅舎の供用を開始。  - 旧駅舎（2005年5月）

## 駅構造
ホームは上下線で別々である。上りホームは、駅舎より一段高い築堤上にある単式1面1線の地平ホームで、駅舎とは階段で連絡している。ループ線を走行する上り列車の進行方向右側の窓からは当駅を事前に見下ろすことができ、上りホームからも北側にループ線の一部が望める。また、高崎方先端付近は新清水トンネルの入口と並んでいる。下りホームは、新清水トンネル内に入ってすぐの場所にある単式1面1線の緩くカーブした地下ホームで、駅舎とは上り線の築堤をくぐる地下通路で連絡しており、階段はない。
水上駅管理の無人駅である。旧駅舎は2009年（平成21年）10月に解体・撤去され、現在は男女別のトイレだけがある打放しコンクリートの簡便な駅舎に建て替えられている。旧駅舎はスキー場のロッジのようなデザインで、駅舎内には高い天井からシャンデリア風の蛍光灯照明が吊された広いコンコースやコインロッカー・出札窓口・手小荷物窓口・待合室などがあった。無人化されて久しく、末期には待合室は閉鎖されたままになっていた。

### のりば
| ホーム     | 路線    | 方向 | 行先                         |
| ---------- | ------- | ---- | ---------------------------- |
| 地上ホーム | ■上越線 | 上り | 水上・高崎・上野方面         |
| 地下ホーム | ■上越線 | 下り | 土合・湯沢〔ママ〕・長岡方面 |

※案内上ののりば番号は設定されていない。

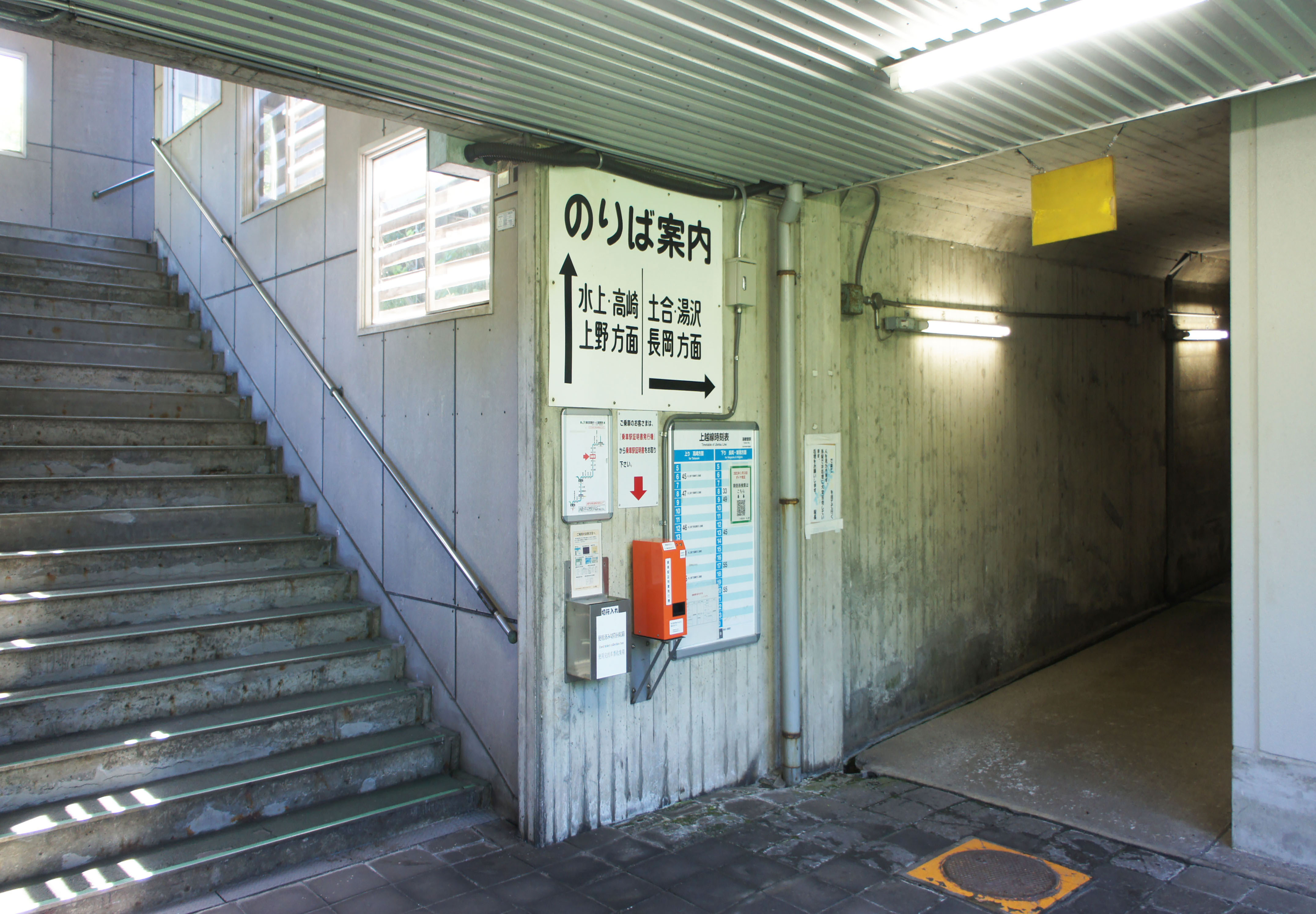
ホーム出入口（2021年7月）
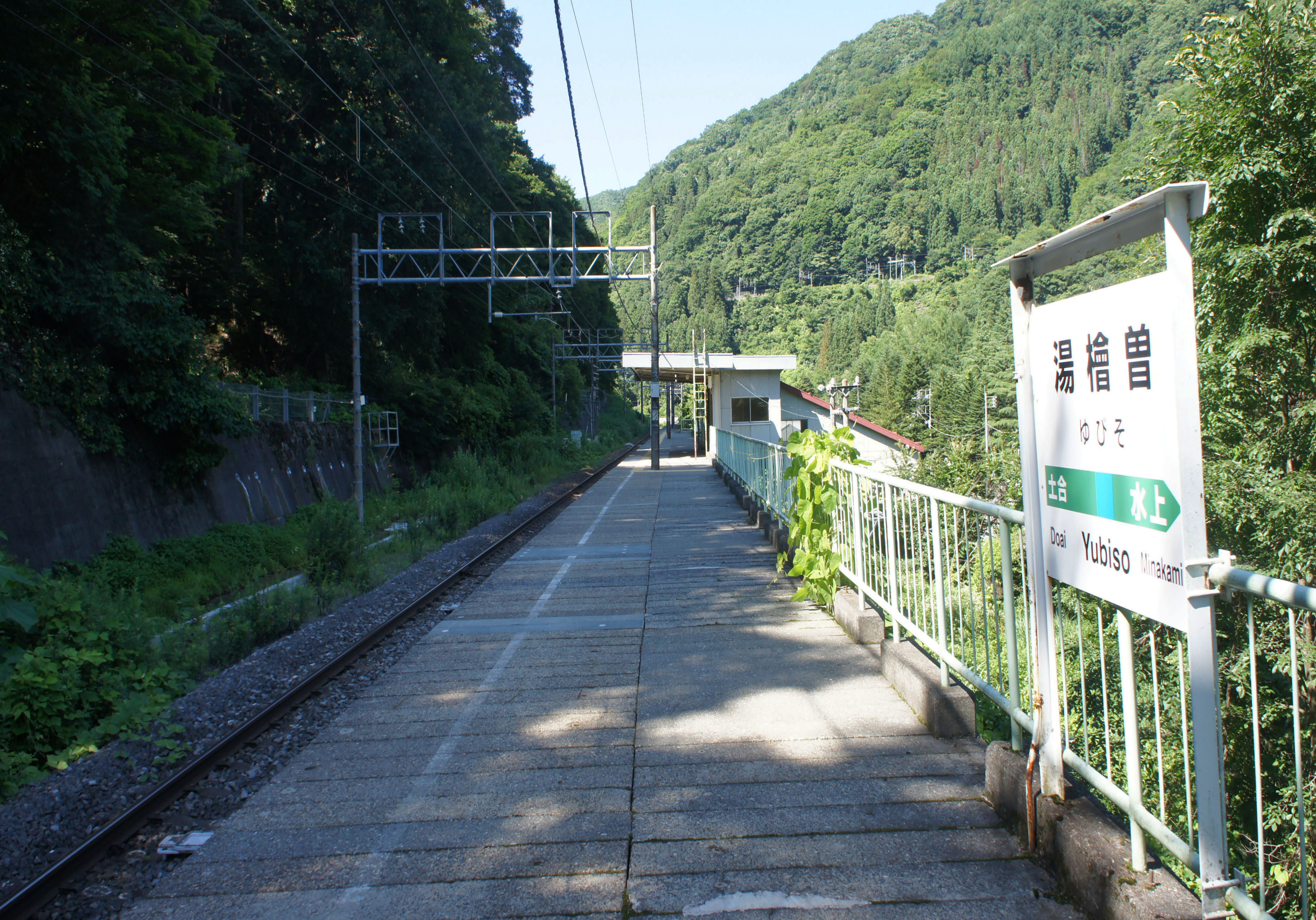
上り線地上ホーム（2021年7月）
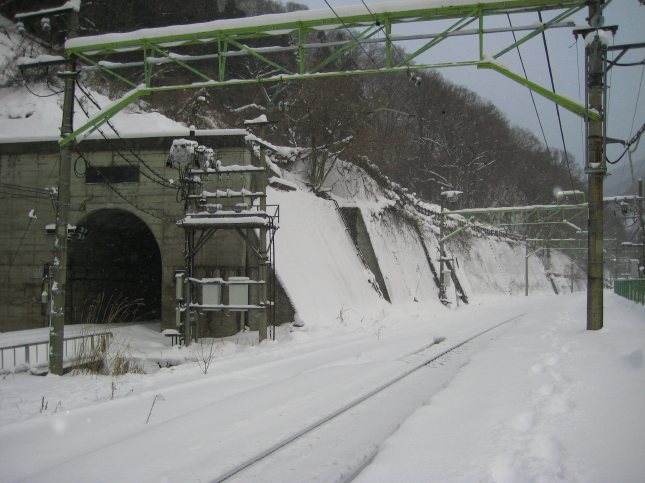
上り線地上ホームと新清水トンネル（2008年1月）
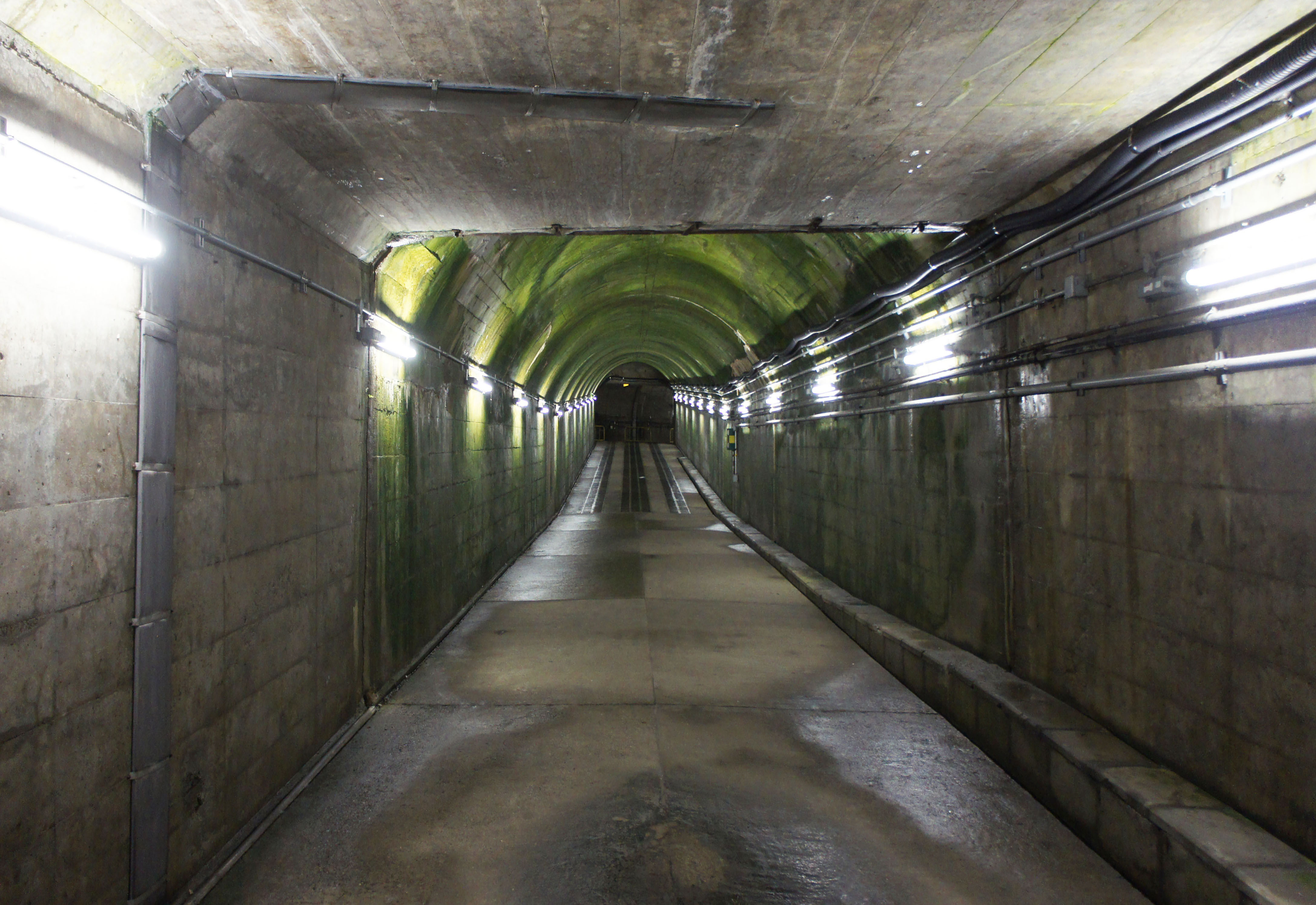
下り線地下ホーム連絡通路（2021年7月）
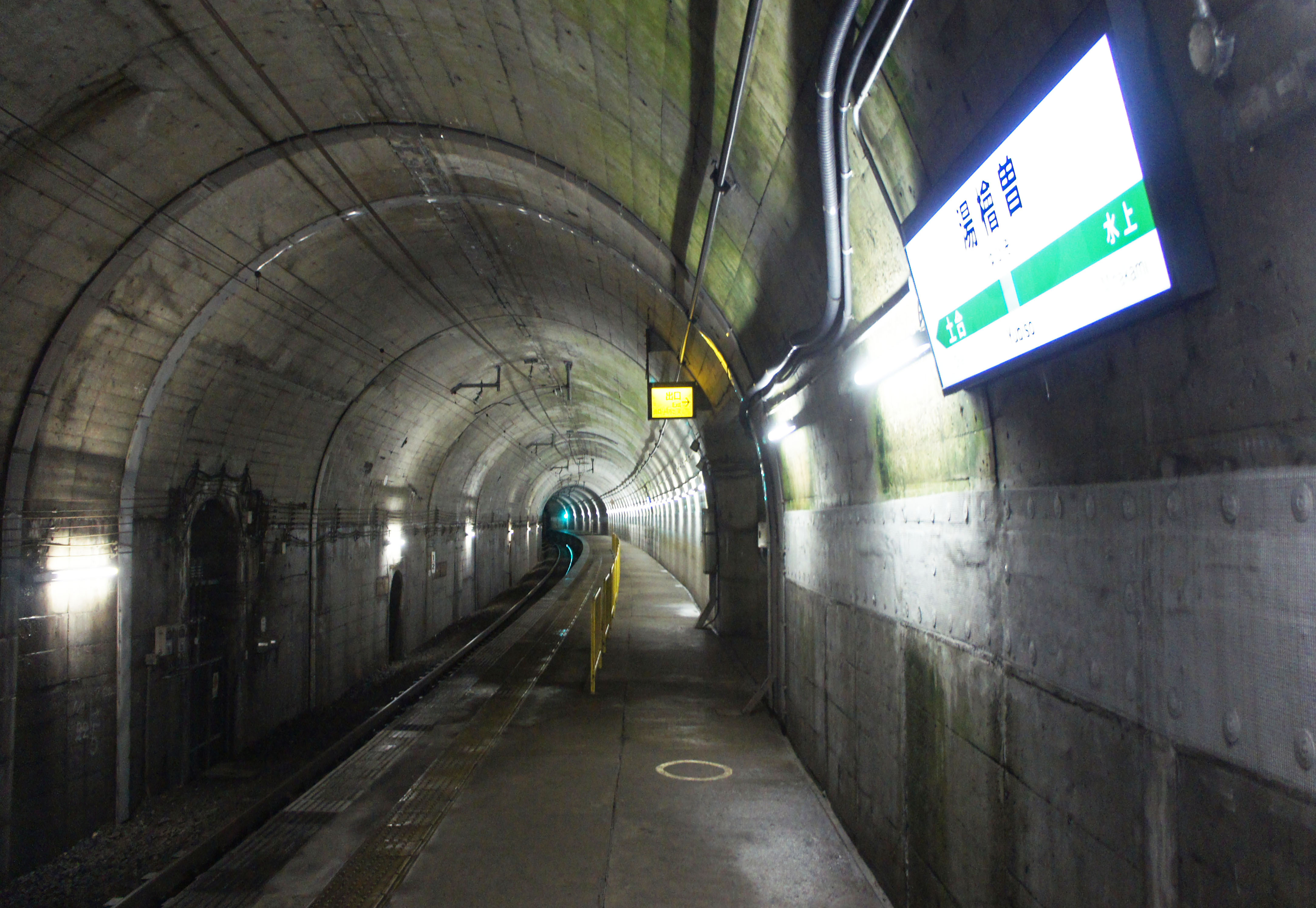
下り線地下ホーム（2021年7月）

### 旧駅（北湯檜曽信号場）
単線時代に使用されていた旧駅は列車交換可能な島式ホーム1面2線の構造で、複線化に伴い信号場となった後は旧上りホーム側の線路を副本線とし、上り列車同士の待避・追い抜きが可能な構造としていた。
駅舎は駅前広場と線路の間の急斜面中腹に張りつくような形で設けられ、駅前広場から駅舎・ホームへはまず上屋つきの狭く長い階段を通り、駅舎を経て地中の階段を通ってホームに上がる構造になっていた。また、短期間ながら、ホームと駅舎の連絡にエレベーターを用いていた時期もあった。なお、駅前広場には産婦人科の長沢医院と川魚料理が名物の小料理屋・見晴寿司があった。
跡地は、現在も架線柱の間隔が広くなっているほか、階段も現存しており、新たに金属製の上屋が設けられて保線作業用の通路として利用されている。

## 利用状況
「群馬県統計年鑑」によると、2000年度（平成12年度）- 2013年度（平成25年度）の1日平均乗車人員の推移は以下のとおりであった。
| 乗車人員推移       | 乗車人員推移     | 乗車人員推移 |
| 年度               | 1日平均 乗車人員 | 出典         |
| ------------------ | ---------------- | ------------ |
| 2000年（平成12年） | 25               | [ 県 1 ]     |
| 2001年（平成13年） | 27               | [ 県 2 ]     |
| 2002年（平成14年） | 27               | [ 県 3 ]     |
| 2003年（平成15年） | 22               | [ 県 4 ]     |
| 2004年（平成16年） | 21               | [ 県 5 ]     |
| 2005年（平成17年） | 17               | [ 県 6 ]     |
| 2006年（平成18年） | 18               | [ 県 7 ]     |
| 2007年（平成19年） | 17               | [ 県 8 ]     |
| 2008年（平成20年） | 19               | [ 県 9 ]     |
| 2009年（平成21年） | 18               | [ 県 10 ]    |
| 2010年（平成22年） | 20               | [ 県 11 ]    |
| 2011年（平成23年） | 21               | [ 県 12 ]    |
| 2012年（平成24年） | 27               | [ 県 13 ]    |
| 2013年（平成25年） | 25               | [ 県 14 ]    |

## 駅周辺
駅前には郵便局や企業の保養施設などのいくつかの建物しかないが、国道291号線を利根川の支流湯檜曽川に沿って北上すると湯檜曽温泉の温泉街がある。
- 湯檜曽郵便局 - 駅の隣。
- 湯檜曽温泉 - 当駅から徒歩数分の所に温泉街がある。また、国道沿いにゆびその湯という足湯がある。
- 与謝野鉄幹歌碑
- 大穴スキー場跡
- 国道291号
- 関越交通「ゆびそ駅前」バス停留所

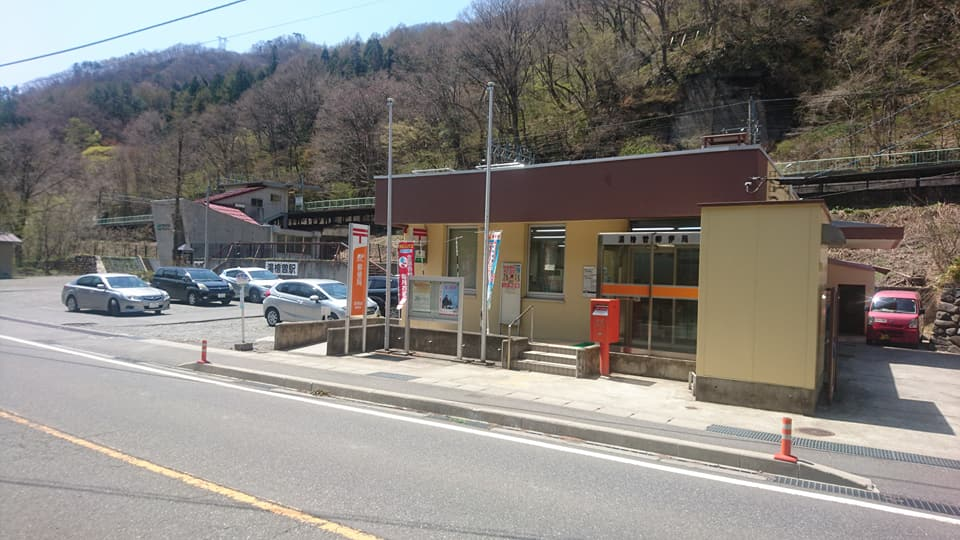
湯檜曽駅駅舎（左）と湯桧曽郵便局（右）
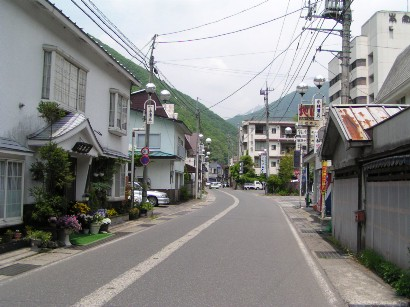
湯檜曽温泉

## 隣の駅
東日本旅客鉄道（JR東日本）
■上越線
水上駅 - 湯檜曽駅 - 土合駅

### 記事本文